# Lista de bairros de Tarumã (São Paulo)
Esta é uma lista de bairros de Tarumã, estado de São Paulo. O município possui cerca de 22 bairros divididos na Zona Urbana e Rural da cidade.
| Bairro               | Zona        |
| -------------------- | ----------- |
| Centro               | Zona Urbana |
| Jardim das Árvores   | Zona Urbana |
| Parque Industrial    | Zona Urbana |
| Residencial Dourados | Zona Urbana |
| Vila Água Bonita     | Zona Urbana |
| Vila Brasil          | Zona Urbana |
| Vila Cristal         | Zona Urbana |
| Vila das Árvores     | Zona Urbana |
| Vila das Nações      | Zona Urbana |
| Vila do Lago         | Zona Urbana |
| Vila dos Estados     | Zona Urbana |
| Vila dos Pássaros    | Zona Urbana |
| Vila Dourados        | Zona Urbana |
| Água Aguinha         | Zona Rural  |
| Água Bonita          | Zona Rural  |
| Água da Aldeia       | Zona Rural  |
| Água da Figueira     | Zona Rural  |
| Água da Onça         | Zona Rural  |
| Água da Palmeira     | Zona Rural  |
| Água do Dourado      | Zona Rural  |
| Água Santo Antônio   | Zona Rural  |
| Água Tarumã          | Zona Rural  |

Os bairros de Tarumã possuem nomes de ruas com temas específicos para facilitar sua identificação. A Vila das Árvores, por exemplo, possui nomes de ruas de árvores e plantas. A Vila dos Pássaros, de aves, e assim por diante.